# Jamal Campbell-Ryce
Jamal Julian Campbell-Ryce (ur. 6 kwietnia 1983 w Lambeth) – piłkarz jamajski grający na pozycji prawego pomocnika. Od 2016 roku jest zawodnikiem klubu Barnet.

## Kariera klubowa
Karierę piłkarską Campbell-Ryce rozpoczął w klubie Charlton Athletic. W 2002 roku awansował do kadry pierwszej drużyny, ale następnie został wypożyczony do Leyton Orient grającego w Division Three. W 2003 roku wrócił do Charltonu i 12 kwietnia 2003 zanotował swój debiut w Premier League w przegranym 0:1 wyjazdowym meczu z Blackburn Rovers. Wiosną 2004 został wypożyczony do Wimbledonu, grającego w Division One, a latem 2004 trafił na wypożyczenie do Chesterfieldu.
Jeszcze w 2004 roku Campbell-Ryce odszedł z Charltonu do Rotherham United z Championship. W sezonie 2004/2005 spadł z nim do League One. Z Rotherham był dwukrotnie wypożyczany, najpierw do Southend United, a następnie do Colchesteru United.
W 2006 roku Campbell-Ryce ponownie został zawodnikiem Southend United. W 2007 roku został z nim zdegradowany do League One. W 2007 roku odszedł do występującego w Championship, Barnsley. Swój debiut w nim zanotował 15 września 2007 w meczu ze Scunthorpe United (2:0).
W 2010 roku Campbell-Ryce ponownie zmienił klub i został zawodnikiem Bristolu City. Zadebiutował w nim 26 stycznia 2010 w przegranym 0:6 domowym meczu z Cardiff City.
| Sezon   | Klub              | Kraj   | Rozgrywki      | Mecze | Bramki |
| ------- | ----------------- | ------ | -------------- | ----- | ------ |
| 2002/03 | Leyton Orient     | Anglia | Division Three | 17    | 2      |
| 2002/03 | Charlton Athletic | Anglia | Premier League | 1     | 0      |
| 2003/04 | Charlton Athletic | Anglia | Premier League | 2     | 0      |
| 2003/04 | Wimbledon         | Anglia | Division One   | 4     | 0      |
| 2004/05 | Chesterfield      | Anglia | League One     | 14    | 0      |
| 2004/05 | Rotherham United  | Anglia | Championship   | 24    | 0      |
| 2005/06 | Rotherham United  | Anglia | League One     | 7     | 0      |
| 2005/06 | Southend United   | Anglia | League One     | 13    | 0      |
| 2005/06 | Colchester United | Anglia | League One     | 4     | 0      |
| 2006/07 | Southend United   | Anglia | Championship   | 43    | 2      |
| 2007/08 | Southend United   | Anglia | League One     | 2     | 0      |
| 2007/08 | Barnsley          | Anglia | Championship   | 37    | 3      |
| 2008/09 | Barnsley          | Anglia | Championship   | 40    | 9      |
| 2009/10 | Barnsley          | Anglia | Championship   | 13    | 0      |
| 2009/10 | Bristol City      | Anglia | Championship   | 14    | 0      |
| 2010/11 | Bristol City      | Anglia | Championship   | 31    | 2      |
| 2011/12 | Bristol City      | Anglia | Championship   | 17    | 0      |
| 2011/12 | Leyton Orient     | Anglia | League One     | 8     | 1      |
| 2012/13 | Notts County      | Anglia | League One     | 37    | 8      |
| 2013/14 | Notts County      | Anglia | League One     | 36    | 3      |
| 2014/15 | Sheffield United  | Anglia | League One     | 15    | 4      |
| 2014/15 | Notts County      | Anglia | League One     | 4     | 0      |
| 2015/16 | Sheffield United  | Anglia | League One     | 18    | 0      |
| 2015/16 | Chesterfield      | Anglia | League One     | 9     | 2      |
| 2016/17 | Barnet            | Anglia | League Two     |       |        |

## Kariera reprezentacyjna
W reprezentacji Jamajki Campbell-Ryce zadebiutował 7 września 2003 roku w przegranym 1:2 towarzyskim meczu z Australią. W 2009 roku został powołany do kadry Jamajki na Złoty Puchar CONCACAF 2009. Na tym turnieju wystąpił dwukrotnie: z Kanadą (0:1) i z Salwadorem (1:0).